# Oćwieka (przystanek kolejowy)
Oćwieka – nieczynny wąskotorowy przystanek kolejowy w Gąsawie, w powiecie żnińskim, w województwie kujawsko-pomorskim.